# Južnosudanska nogometna reprezentacija
Južnosudanska nogometna reprezentacija predstavlja državu Južni Sudan u nogometu. Pod vodstvom je Južnosudanskog nogometnog saveza (South Sudan Football Association). Južni Sudan je član CAF-a od 10. veljače 2012., a FIFA-e od 25. svibnja iste godine. Stupit će u kvalifikacije za Afrički kup nacija 2015. i za SP 2018.
- nadimak: Bright Star (Svijetla zvijezda)
- izbornik:  Lee Sung-jea
- kapetan: Jumma Ginaro
- stadion: Stadion u Jubi
- prva utakmica: Južni Sudan - Uganda 2:2 (Juba, 10. srpnja 2012.)